# Povedkov prilastek
Povedkov prilastek je del povedka in je odvisen od osebka ali predmeta, kar se kaže v njegovem slovničnem ujemanju z enim od njiju. Po njem se vprašamo z vprašalnicami kakšen, kateri, čigav ter povedkom in osebkom oziroma predmetom. Povedkov prilastek je ali pridevniška beseda ali samostalnik. Je ob pomensko popolnem glagolu (medtem ko je povedkovo določilo ob pomensko nepopolnem glagolu). Podčrta se pikčasto pod valovito črto, ki označuje ves povedek.

### Primeri
- Voznik je jezen ustavil. (povedkov prilastek: jezen) 
Vprašalnica:

Kakšen je ustavil voznik? Jezen. (vprašalnica: kakšen + povedek + osebek)
- Videl sem voznika jeznega. (povedkov prilastek: jeznega) 
Vprašalnica:

Kakšnega sem videl voznika? Jeznega. (vprašalnica: kakšen + povedek + predmet)